# Manuel Pinto da Costa
Pour les articles homonymes, voir Da Costa.
Manuel Pinto da Costa, né le 5 août 1937 dans le district d'Água Grande à Sao Tomé-et-Principe, est un homme politique santoméen. Il exerce les fonctions de président de la République de son pays du 12 juillet 1975 au 4 mars 1991 et entre le 3 septembre 2011 et le  3 septembre 2016.
Par ailleurs, de 1975 à 1991 et de 1995 à 2003, il est fondateur et secrétaire général du Mouvement pour la libération de Sao Tomé-et-Principe (MLSTP), qu'il quitte par la suite.

## Carrière

### Premier président de la République

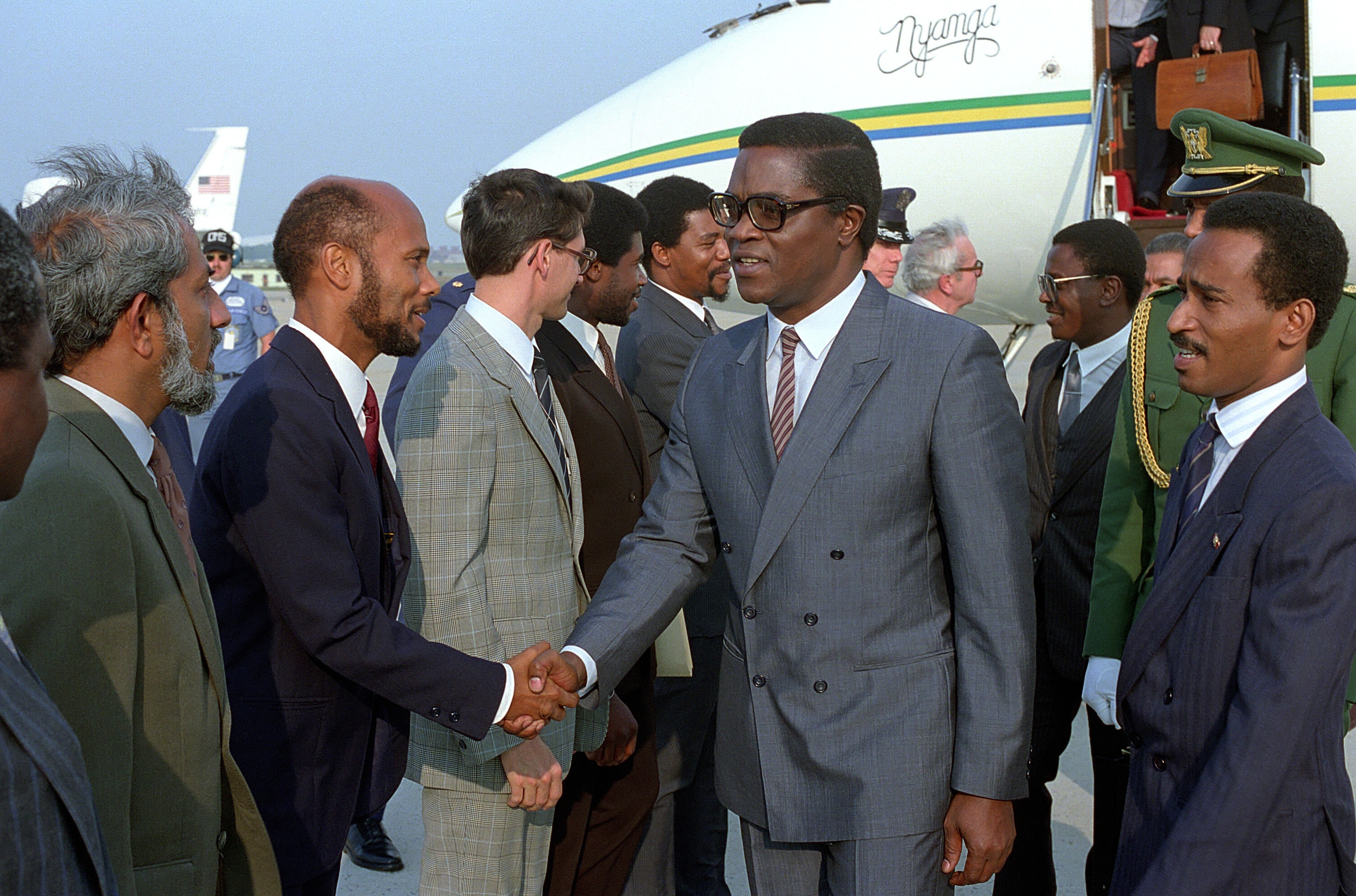
Manuel Pinto da Costa en visite officielle aux États-Unis en 1986.

Économiste, titulaire d'un doctorat, il participe à la mobilisation pour l'indépendance de Sao Tomé-et-Principe. Il est nommé secrétaire général du Mouvement pour la libération de Sao Tomé-et-Principe (MLSTP) en juillet 1972 au congrès de Santa Isabel, en Guinée équatoriale. Il réalise le drapeau du parti, qui servira de base au drapeau national.
Le 12 juillet 1975, le jour de l'indépendance de Sao Tomé-et-Principe, il est élu président de la République par l’Assemblée constituante, puis il est réélu le 14 mai 1980 et le 30 septembre 1985 par l'Assemblée populaire nationale. Pendant les 15 années de régime à parti unique, il assumera ponctuellement la direction de divers ministères et, à la suite de la destitution de Miguel Trovoada en 1979, il sera aussi le chef du gouvernement.
Face aux difficultés économiques, dès 1985 il engage des réformes tant sur le plan politique qu'économique. Son pays sera le premier à organiser une conférence nationale en 1989 qui débouchera sur l'ouverture au multipartisme et à l'économie de marché.

### Retrait temporaire et échecs présidentiels
Lorsqu’il quitte le pouvoir il laisse à son pays une nouvelle Constitution, qui garantit les droits de l’homme ainsi qu’une démocratie multipartite. Elle limite le nombre de mandats présidentiels de cinq ans à 2 consécutifs maximum. Après la victoire de Miguel Trovoada en 1991, il démissionne de la présidence et se retire de la vie politique une première fois avant de reprendre la tête du parti en 1996.
Lors de l’élection présidentielle de 1996, il est battu au second tour par Miguel Trovoada (Action démocratique indépendante, ADI) 47,26 % contre 52,74 %. Le 29 juillet 2001, il est battu dès le premier tour de l’élection présidentielle par Fradique de Menezes (ADI), 55,18 %. Second avec 39,98 %, il arrive très largement devant les petits candidats Carlos Tinyl (3,26 %), Victor Monteiro (0,87 %) et Francisco Fortunato Pires (0,71 %).

### Passage au second plan
En 2002, son bureau au siège du MLSTP est la cible d'une attaque par des hommes armés, non revendiquée.
Toujours membre du bureau politique de son parti, il refuse en 2006 d'en redevenir le leader et s'abstient d'appuyer officiellement l'un des candidats pressentis pour la fonction de secrétaire général.

### Élections présidentielles
À l'élection présidentielle du 18 juillet 2011, il obtient 35,8 % des suffrages au premier tour, face à l'ancien Premier ministre et président de l'Assemblée nationale, Evaristo Carvalho (ADI) qui réunit 21,8 % des voix,. Le 7 août, il remporte le second tour avec 52,9 % des voix contre 47,2 % à son rival. Il prend ses fonctions le 3 septembre suivant.
Candidat pour un nouveau mandat à l'élection présidentielle du 17 juillet 2016, il termine à la deuxième place, avec 24,8 % des voix, loin derrière Evaristo Carvalho qui recueille 49,88 %. Le 22 juillet cependant, la commission électorale (CEN) réajuste les résultats provisoires, en raison des procès-verbaux des bureaux de vote de la diaspora au Portugal, en Angola, au Gabon et en Guinée équatoriale et d'un vote différé qui a eu lieu le 20 juillet dans la localité de Maria Luisa, ce qui justifie donc l'organisation d'un second tour entre Evaristo Carvalho et Manuel Pinto da Costa. Le second tour de scrutin, qui se tient le 7 août suivant, est remporté par Carvalho, demeuré seul candidat après le retrait de Pinto da Costa qui dénonce des fraudes lors du premier tour et exige l'annulation de tout le processus électoral.